# BMW Série 3 (E30)
O BMW E30 é um carro executivo compacto com motor frontal e tracção traseira produzido pela BMW entre 1981 a 1994, com a designação comercial Série 3. Apesar do E30 ter sido substituído pelo E36 em 1992, a BMW produziu e comercializou as versões descapotável (cabriolet) até 1993, e a versão carrinha (touring) até 1994. Entre 1982 e 1994 foram produzidas 2.339.520 unidades.
O E30 dispunha de versões a gasolina com motores de quatro e seis cilindros em linha, e dois motores diesel de 6 cilindros, um de aspiração atmosférica (324d) e um com turbocomprimido (324 td). Além das normais versões de tracção traseira, havia uma versão com tracção às quatro as rodas, a 325ix, que utilizava três diferenciais (um para cada par de rodas, e um central).
O modelo é vastamente conhecido por ter oferecido uma versão desportiva, a iniciante da linhagem "M3", que nesta primeira iteração, dispunha de um motor de quatro cilindros, com 2,3 litros de capacidade, e a debitar mais de 200 PS, e que na última versão, a Sports Evolution, dispunha de uma cubicagem de 2,5 litros e 238 PS.
O E30 foi disponibilizado em três versões: sedan de quatro portas, sedan de duas portas, tourer (carrinha) e Baur (versão landaulet do coupé).